# Valentyn Hrekov
Valentyn Anatoliyovych Hrekov –en ucraniano, Валентин Анатолійович Греков– (Dnipropetrovsk, 18 de abril de 1976) es un deportista ucraniano que compitió en judo. Ganó cuatro medallas en el Campeonato Europeo de Judo entre los años 2002 y 2007.

## Palmarés internacional
| Campeonato Europeo | Campeonato Europeo    | Campeonato Europeo | Campeonato Europeo |
| Año                | Lugar                 | Medalla            | Categoría          |
| ------------------ | --------------------- | ------------------ | ------------------ |
| 2002               | Maribor (Eslovenia)   | Medalla de oro     | –90 kg             |
| 2003               | Düsseldorf (Alemania) | Medalla de oro     | –90 kg             |
| 2004               | Bucarest (Rumania)    | Medalla de bronce  | –90 kg             |
| 2007               | Belgrado (Serbia)     | Medalla de oro     | –90 kg             |